# Хитько Василь Іванович
Василь Іванович Хитько́ (25 січня (6 лютого) 1885, Миргород — 11 червня 1977, Миргород) — український радянський художник і іконописець.

## Біографія
Хитьки — рід митців із Миргорода (які народилися в цьому місті, а дехто похований на Троїцькому кладовищі), котрі малювали портрети, пейзажі, ікони, вивіски, займалися оформлювальними роботами, дизайном. Нащадки Федора Ковалевського.
Рід походить, вірогідно, від запорожця Хитька, засновника села Хитці на березі річки Сули, що на Лохвиччині, фундатора першої у селі церкви.
Іван Хитько (1854—1931/32) — був художником і малював картини на замовлення. У нього було 11 дітей, 7 з яких мали пряме відношення до мистецтва. Разом з сином Василем виконав іконостас та настінний розпис в церкві Іоанна Богослова (1913, Миргород).
Василь Хитько навчався у маляра М. Химочки (1896—1898), але при цьому користувався порадами О. Сластьона та Ф. Красицького. В добу УНР і в 1920—1940-х роках працював художником-оформлювачем районного Будинку культури, де керував художньою студією, і Миргородського промкомбінату, в 1948—1962 при виконкомі міської Ради виконував поточні художні роботи (малював офіційні портрети й гасла, оформлював дошки пошани, міську трибуну тощо).
Експонував картини: у Харкові (1927), Миргороді й Полтаві (1936), Києві (1939), Донецьку, Мінську й Москві (1954). Виставки робіт маляра були влаштовані в Миргороді (спільно з В. Квашею — 1969, 1974, персональні — 1975, 1992, 1995, 2000).
Твори Xитька зберігаються у Миргородському краєзнавчому музеї (42 роботи), Миргородському літературно-меморіальному музеї Д. Гурамішвілі, Чорнухинський літературно-меморіальний музей Г. С. Сковороди, Дніпропетровський національний історичний музей ім. Д. І. Яворницького (чотири картини).
Графічні портрети Xитька створили В. Павлюченко (1959, 1976), В. Брикулець (1974).
У Василя Хитька була дружина Варвара Едуардівна і двоє дітей: Володимир (1914—1984) і Алла (1925—2005), які також пішли по стопам батька.
З 1996 році в Миргороді вулицю Пархоменка перейменували в вулицю Василя Хитька.

## Творчість
Xитько малював ікони («Спаситель», 1920, «Усікновення глави Іоанна Предтечі», 1939), портрети, пейзажі, історичні та жанрові композиції. Автор портретів рідних, зокрема Ф. Рибалка (1902), дружини Варвари Едуардівни (1920-ті), автопортретів (1920, 1933, 1960—1961), брата Іллі з дружиною Марусею (1972); письменників - Тараса Шевченка (1910—1960-ті), М. Гоголя (1952), грузина Д. Гурамішвілі (1955), священика М. Базилевського (1926), маляра-портретиста В. Боровиківського (1956), родини Матвієнків (1970). 
Автор пейзажів: «Схід сонця над Миргородом» (1923), «Річка Хорол. Хутір Зінчаші» (1930-ті), «Сінокіс перед грозою» (1938), «Березовий гай» (1954), «Парк курорту при заході сонця» (1964), «На березі Хорола» (1968), «Краєвид» (1920), «Село Почапці. На пасовиську» (1921), «Миргород. Річка Хорол» (1921), «Хата І.Ф. Хитька в 1890 р.» (1922), портрети дочки (1933), І. Котляревського (1969), Г. Сковороди (1972) та ін.
Основна тема творчості — Шевченкіана, якій присвятив численні портрети Великого Кобзаря, картини «Розмова з селянами», «Думи мої, думи...» (1938), «Ма лий Тарас слухає оповідання діда про гайдамаччину» (1939), «Т. Шевченко на селянському весіллі» (1951), «Т. Шевченко на етюдах» (1961), «Т. Шевченко на Миргородщині» (1963—1964).
Серед історичної тематики: «Український козак XVIII ст.» (1925), типи запорізьких козаків за малюнками Жан-П'єра Норблена де ля Ґурдена і Омеляна Корнєєва (1929, на замовлення Дмитра Яворницького), «Ватажок гайдамаків Семен Неживий» (1930-ті), «Козак Мамай» (1942), «Зустріч Богдана Хмельницького з російськими послами» (1953—1954). Картини на побутову тематику: «Заможне життя» (1935), «Вихідний день у бригаді» (1957), «Нафтові вишки на Миргородщині» (1959). Xитько також виконував портрети партійних діячів, партизанів та ін. Картини: «За мир!» (1-а пол. 1950-х), «Перший супутник» (1957), «Старий і новий Миргород» (1968) і «Сестроньки» (1972).